# Глин, Карлайл
Карлайл Арнольд Глин (англ. Carlyle Arnold Glean; 11 февраля 1932, Гренада — 21 декабря 2021, Гренада) — генерал-губернатор Гренады с 27 ноября 2008 по 13 мая 2013 года. Назначен был после отставки своего предшественника Дэниела Уильямса.
Родился 11 февраля 1932 года. Его мать Олив МакБерни и отец Джордж Глин были родом из города Гуяве, округ Сент-Джон. С 1937 по 1943 год Карлайл Глин посещал Grand Anse R. C. School, а в 1943 году был записан в St. John’s R. C. School в Гуяве. В 1947—1949 гг. обучался в Pupil Teacher Training Centre, а в 1964—1965 — в Педагогическом колледже Гренады. В это же время работал учителем младших классов в St. John’s R. C. School, учителем в St. John’s Roman Catholic School, директором в Happy Hill R. C. School, заместителем директора в St. John’s Christian Secondary School и репетитором в Grenada Teacher’s Training College. Для продолжения обучения Карлайл Глин отправился в Канаду, в University of Calgary, где в 1970 году получил диплом бакалавра, а в 1973 — магистра.
По возвращении в Гренаду стал сначала заместителем директора (1973), а позже — и директором (1974) в Педагогическом колледже. Работал также в University of the West Indies (1976). В 1981 году был удостоен стипендии Британского совета. Работал помощником главного экзаменатора в Caribbean Examination Council (1979—1984).
Ещё с 1950-х годов активно занимался общественной деятельностью. Был репетитором в Народном морском клубе Гуяве, членом Apex Boys Club. А позже стал основателем и секретарем Ассоциации граждан Сент-Джонса (1961—1966), которая спонсировала игры и культурную деятельность, предоставляла стипендию нуждающимся студентам.
На политическую арену Карлайл Глин вышел в 1986 году в качестве председателя Партии Национального Демократического Конгресса в избирательном округе Сент-Джон. С 1990 по 1995 был членом Сената и Министром образования, также с 1990 по 1991 год был Главой Управления торговли. Стал старшим сенатором оппозиции после выборов в 1995 году, но ушёл из сената в 1998. Карлайл Глин также служил Генеральным секретарем и заместителем председателя Национального Демократического Конгресса. На протяжении восьми лет (1995—2003) выполнял функции добровольного попечителя New Life Organization, а с 1997 по 2007 год работал в Hillsview Home Management Committee.
Карлайл Глин и его супруга Норма (девичья фамилия де Коте) поженились в апреле 1955 года. Сейчас у них пятеро детей и пятнадцать внуков.